# Rally Norway
Rally Norway var en deltävling i rally-VM som hölls två gånger, 2007 och 2009, med bas i Vikingskipet i Hamar, Norge.
Tävlingen hölls för första gången som en kandidattävling för VM 2006, och vanns av Henning Solberg. 

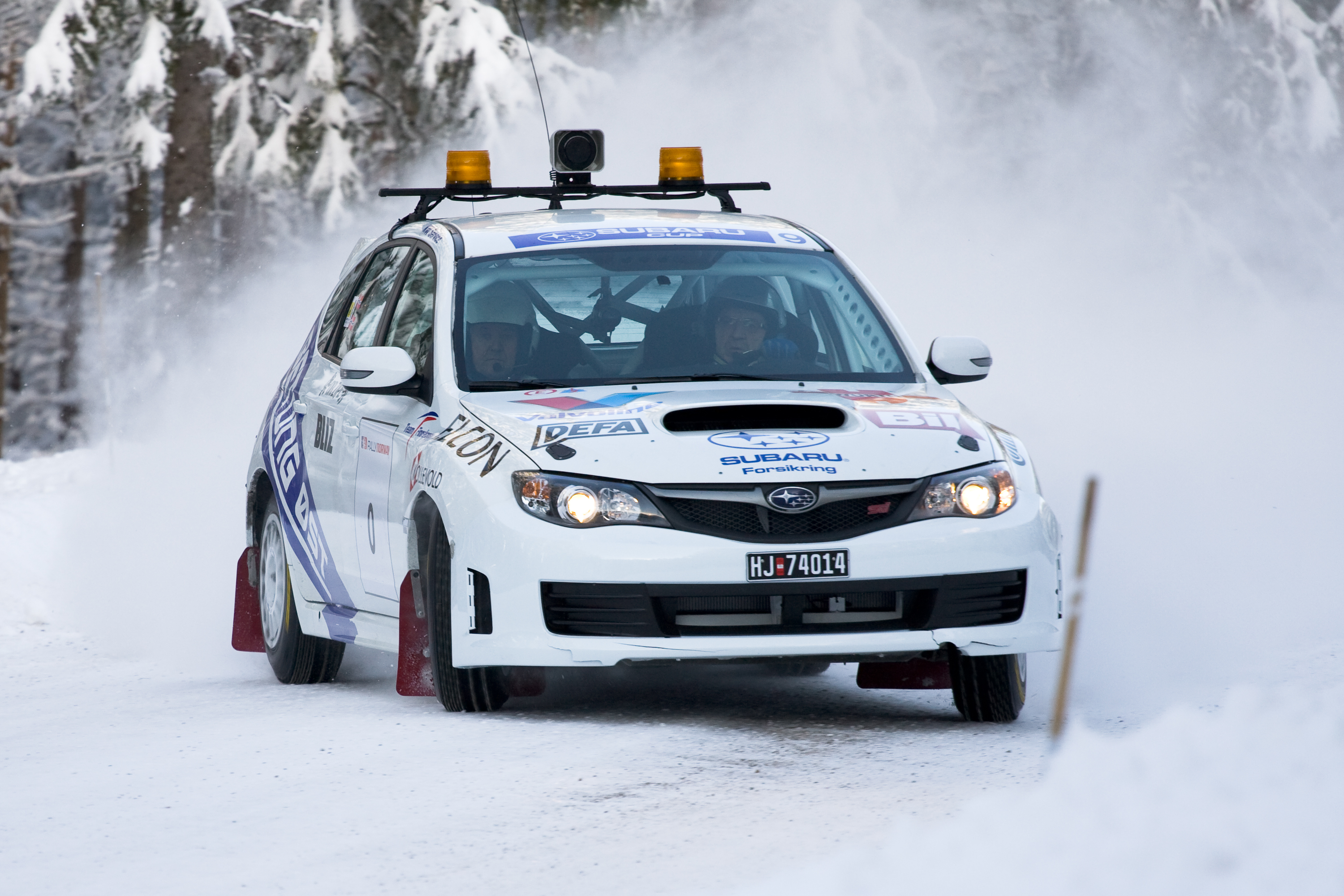
0-bilen, den sista föråkaren innan de tävlande kommer, under Rally Norway 2009.

Den 5 juli 2006 fick Rally Norway beviljad VM-status för 2007 med option på tre år till, men det blev alltså bara två tävlingar.

## Vinnare av Rally Norway
| År   | Vinnare                       | Bil                  |
| ---- | ----------------------------- | -------------------- |
| 2009 | Sébastien Loeb Daniel Elena   | Citroën C4 WRC       |
| 2008 | Inget VM-rally                | Inget VM-rally       |
| 2007 | Mikko Hirvonen Jarmo Lehtinen | Ford Focus RS WRC 07 |